# Брассери

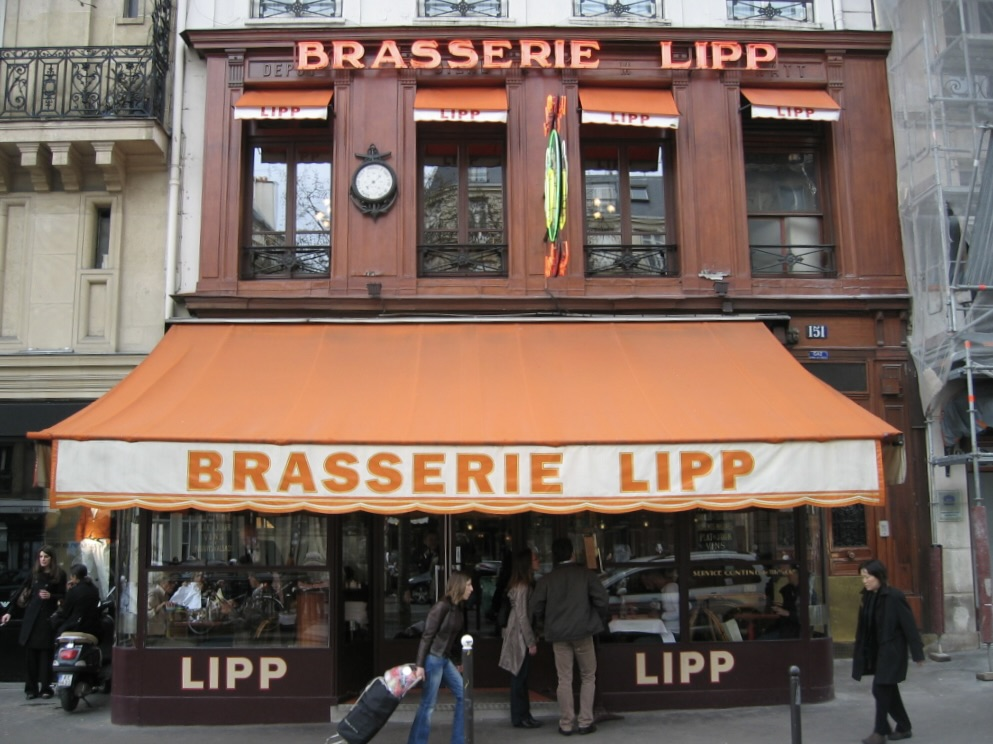
Брассери Липп в Париже

Брассери́ (фр. brasserie — «пивоварня») — тип французских кафе.
Брассерия — это своеобразные пивные, где подают хорошую еду и где социальный статус человека не играет большой роли, что отличает брассерии от других заведений. В меню таких заведений присутствуют блюда, вдохновлённые французской кухней. Блюда дня часто пишутся на грифельных досках.
В XIX веке словом «брассери» назывались эльзасские пивные с шукрутом и тарт-фламбе. Тогда же французские заведения пользовались популярностью у людей искусства (поэтов, художников, музыкантов и писателей). Одним из переводов слова «Brasserie» является слово «морской».
Первый подобный тип ресторана был открыт за океаном уже в 1870 году, беженцами из северо-восточной Франции. На новой родине они подавали вина из Эльзаса, например, рислинг, гевюрцтраминер, а также пиво. Уже более 100 лет этот тип ресторанов пользуется популярностью в сфере общественного питания по всему миру. В наше время брассери — это пивные заведения, рестораны, кафе и бистро, где десятилетиями не меняются ни интерьер, ни меню.
Эти заведения исторически известны своим декором, который, как правило, выполнен в стиле арт-нуво: большие зеркала, деревянная обшивка с резьбой и мозаика. В городской среде это, как правило, место, где можно насладиться такими блюдами, как: гастрономические мясные закуски, де мер, стейк «тартар», традиционный луковый суп и конфи из утиной ножки.
В брассери часто отмечаются[где?] дни рождения ребёнка, общенациональные праздники и другие мероприятия.